# Reliance Industries
Reliance Industries Limited (RIL) és un grup empresarial de l'Índia amb seu a Bombai. És propietària de diverses empreses situades arreu del país encarregades de la producció d'energia, productes petroquímics, tèxtils, recursos naturals i telecomunicacions. Reliance és l'empresa més rendible de l'Índia, la segona major empresa cotitzada a la borsa del país per capitalització borsària i la segona major empresa de la nació per ingressos, únicament superada per l'empresa estatal Indian Oil Corporation. El 2015 fou considerada una de les corporacions més grans del planeta, sent classificada al lloc 158 de la llista de Fortune Global 500. RIL contribueix a l'economia de l'Índia amb el 20% de totes les exportacions del país.